# Дурбат
Дурбат (тадж. Дурбат) — село в составе города Гиссар (Гиссарского района) Республики Таджикистан. Входит в состав джамоата (сельской общины) Дурбат города Гиссар.
Находится на расстоянии 5 км от центра города и 2 км от центра общины (село Турдибобо).
Население — 5888 чел. (2017).